# Walter Pyramid
 (mars 2025).
Si vous disposez d'ouvrages ou d'articles de référence ou si vous connaissez des sites web de qualité traitant du thème abordé ici, merci de compléter l'article en donnant les références utiles à sa vérifiabilité et en les liant à la section « Notes et références ».
La Walter Pyramid est la salle de basket-ball et de volley-ball de l'université d'État de Californie à Long Beach.
Inaugurée le 30 novembre 1994, elle a la forme d'une pyramide et peut accueillir 5000 spectateurs. Nommée à l'origine simplement Pyramid elle fut rebaptisée Walter Pyramid le 5 mars 2005 en l'honneur de Mike et Arline Walter, donateurs de longue date pour l'université de Long Beach.